# Vesna Aleksić
Vesna Aleksić (serbisch-kyrillisch Весна Алексић; * 11. April 1958 in Obrenovac) ist eine serbische Kinder- und Jugendbuchautorin.

## Leben
Nach dem Studium arbeitete Aleksić als Schulpsychologin und später als Fachberaterin für Kindergarten-Pädagogik. Zum Schreiben fand Vesna Aleksić eher zufällig, als sie für ihre Arbeit unverbrauchte Texte suchte. Ermutigt durch den Chefredakteur der Tageszeitung „Politika“ schrieb sie  ihr erstes Kinderbuch, „Karta za letenje“ (1994). Ihr Werk umfasst 25 Romane und Erzählbände. Vesna Aleksić war Teilnehmerin des Internationalen Literaturfestival Berlin 2006. Sie lebt mit ihrer Familie bei Belgrad.

## Auszeichnungen
- 1996: Neven-Literaturpreis
- 1998: Literaturpreis Politikin Zabavnik
- 2004: Staatspreis ZMAJ

## Werke
- Karta za letenje, 1994 (dt. Das Ticket zum Fliegen)
- Zvezda rugalica, 1996 (dt. Der Schlitzohr-Stern)
- Ja se zovem Jelena Šuman, Rad, Belgrad, 1998 (dt. Ich heiße Jelena Schumann)
- Marija Modiljani, Narodna Kniga-Alfa, Belgrad, 1999 (dt. Maria Modigliani)
- Licitacija vetra, Dereta, Belgrad, 2000 (dt. Versteigerung des Windes)
- Ključar varoškog bioskopa, Bookland, Belgrad, 2005 (dt. Der Aufseher des Stadtkinos)